# Liste der deutschen Botschafter in Kirgisistan
Die Liste der deutschen Botschafter in Kirgisistan enthält alle Botschafter der Bundesrepublik Deutschland in Kirgisistan seit Aufnahme der diplomatischen Beziehungen im Jahr 1992. Sitz der Botschaft ist in Bischkek.
| Name                  | Amtszeit  | Anmerkungen                                                            |
| --------------------- | --------- | ---------------------------------------------------------------------- |
| Jürgen Scheller       | 1992–1996 | (1992–1995 Geschäftsträger a. i., 1995–1996 a. o. u. bev. Botschafter) |
| Peter Wienand         | 1996–2001 |                                                                        |
| Klaus Achenbach       | 2001–2004 |                                                                        |
| Franz Eichinger       | 2004–2006 |                                                                        |
| Klaus Werner Grewlich | 2006–2008 |                                                                        |
| Holger Green          | 2008–2011 |                                                                        |
| Gudrun Sräga          | 2011–2015 |                                                                        |
| Peter Scholz          | 2015–2017 |                                                                        |
| Monika Iwersen        | 2017–2021 |                                                                        |
| Gabriela Guellil      | 2021–2025 |                                                                        |